# Løve ved vintertide
Løve ved vintertide er britisk film fra 1968 instrueret af Anthony Harvey. Blandt skuespillerne er Peter O'Toole, Katharine Hepburn og Anthony Hopkins.
Katharine Hepburn vandt en Oscar for bedste hovedrolle for sin rolle som Eleonora af Aquitanien.

## Medvirkende
- Peter O'Toole – Henrik 2. af England
- Katharine Hepburn – Eleonora af Aquitanien
- Anthony Hopkins – Richard Løvehjerte
- Nigel Stock – William Marshal, 1. jarl af Pembroke